# Serie A (2012/2013)
Serie A 2012/2013 – 111. edycja najwyższej w hierarchii klasy mistrzostw Włoch w piłce nożnej, organizowanych przez Lega Serie A. Sezon rozpoczął się 26 sierpnia 2012, meczem AC Milanu z Sampdorią (0:1), a zakończył się 19 maja 2013. Tytuł mistrzowski po 35 kolejkach obronił Juventus, wywalczając swoje 29. scudetto. Puchar Włoch 26 maja 2013 zdobyło Lazio, pokonując 1:0 (0:0) AS Romę w derbach Rzymu. Do drugiej ligi spadły: Palermo, Siena i Pescara. Królem strzelców został piłkarz Napoli Edinson Cavani, który zdobył 29 goli.

## Organizacja
Liczba uczestników pozostała bez zmian (20 drużyn). Pescara, Torino oraz zwycięzca baraży Sampdoria awansowali z Serie B. Rozgrywki składały się z meczów, które odbyły się systemem kołowym u siebie i na wyjeździe, w sumie 38 rund: 3 punkty przyznano za zwycięstwo i po jednym punkcie w przypadku remisu. W przypadku równości punktów wyżej została sklasyfikowana drużyna, która uzyskała większą liczbę punktów i różnicę bramek zdobytych w meczach bezpośrednich (więcej goli), a jeśli nadal była sytuacja nierozstrzygnięta, to większa liczba punktów i różnica bramek zdobytych w końcowej klasyfikacji. Zwycięzca rozgrywek ligowych otrzymywał tytuł mistrza Włoch. Trzy ostatnie drużyny spadało bezpośrednio do Serie B.

## Zespoły w sezonie 2012/2013
| Uczestnicy poprzedniej edycji                                                                                 | Uczestnicy poprzedniej edycji | Uczestnicy poprzedniej edycji | Uczestnicy poprzedniej edycji |
| --- | ----------------------------- | ----------------------------- | ----------------------------- |
| JUV | Juventus                      | 1                             |                               |
| MIL | Milan                         | 2                             |                               |
| UDI | Udinese                       | 3                             |                               |
| LAZ | Lazio                         | 4                             |                               |
| NAP | Napoli                        | 5                             |                               |
| INT | Inter Mediolan                | 6                             |                               |
| ROM | Roma                          | 7                             |                               |
| PAR | Parma                         | 8                             |                               |
| BOL | Bologna                       | 9                             |                               |
| CHV | Chievo Verona                 | 10                            |                               |
| CTN | Catania                       | 11                            |                               |
| ATA | Atalanta                      | 12                            |                               |
| FIO | Fiorentina                    | 13                            |                               |
| SIE | Siena                         | 14                            |                               |
| CAG | Cagliari                      | 15                            |                               |
| PAL | Palermo                       | 16                            |                               |
| GEN | Genoa                         | 17                            |                               |
| Awans z Serie B (2011/2012)                                                                                   |                               |                               |                               |
| PES | Pescara                       | 1                             |                               |
| TOR | Torino                        | 2                             |                               |
| po barażach                                                                                                   |                               |                               |                               |
| SAM | Sampdoria                     | 3                             |                               |
| Oznaczenia: - kolumna pierwsza – skróty nazw drużyn, - kolumna trzecia – miejsce zajęte w poprzednim sezonie. |                               |                               |                               |

## Stadiony
| Lp. | Miasto    | Stadion                           | Klub                  | Pojemność | Zdjęcie |
| --- | --------- | --------------------------------- | --------------------- | --------- | ------- |
|     | Mediolan  | Stadio Giuseppe Meazza (San Siro) | Inter Mediolan, Milan | 80 074    |         |
|     | Rzym      | Stadio Olimpico                   | Roma, Lazio           | 72 698    |         |
|     | Neapol    | Stadio San Paolo                  | Napoli                | 60 240    |         |
|     | Florencja | Stadio Artemio Franchi            | Fiorentina            | 47 282    |         |
|     | Turyn     | Juventus Stadium                  | Juventus              | 41 254    |         |
|     | Werona    | Stadio Marc’Antonio Bentegodi     | Chievo Verona         | 38 402    |         |
|     | Bolonia   | Stadio Renato Dall'Ara            | Bologna               | 38 279    |         |
|     | Palermo   | Stadio Renzo Barbera              | Palermo               | 37 242    |         |
|     | Genua     | Stadio Luigi Ferraris             | Genoa, Sampdoria      | 36 685    |         |
|     | Udine     | Stadio Friuli                     | Udinese               | 30 642    |         |
|     | Turyn     | Stadio Olimpico                   | Torino                | 27 994    |         |
|     | Parma     | Stadio Ennio Tardini              | Parma                 | 27 906    |         |
|     | Bergamo   | Stadio Atleti Azzurri d’Italia    | Atalanta              | 26 542    |         |
|     | Pescara   | Stadio Adriatico                  | Pescara               | 24 500    |         |
|     | Katania   | Stadio Angelo Massimino           | Catania               | 23 420    |         |
|     | Cagliari  | Stadio Is Arenas                  | Cagliari              | 16 214    |         |
|     | Siena     | Stadio Artemio Franchi            | Siena                 | 15 373    |         |

## Prezydenci, trenerzy, kapitanowie i sponsorzy
| Zespół | Prezydent             | Trener               | Kapitan             | Sponsor techniczny | Sponsor strategiczny                      |
| --- | --------------------- | -------------------- | ------------------- | ------------------ | ----------------------------------------- |
| Atalanta BC | Antonio Percassi      | Stefano Colantuono   | Gianpaolo Bellini   | Erreà              | AXA, Konica Minolta                       |
| Bologna FC 1909 | Albano Guaraldi       | Alessandro Diamanti  | Marco Di Vaio       | Macron             | NGM, Serenissima Ceramica                 |
| Cagliari Calcio | Massimo Cellino       | Massimo Ficcadenti   | Daniele Conti       | Kappa              | Sardegna, Tirrenia                        |
| Calcio Catania | Antonino Pulvirenti   | Rolando Maran        | Marco Biagianti     | Givova             | Arancia Rossa di Sicilia, TTT Lines       |
| AC ChievoVerona | Luca Campedelli       | Domenico Di Carlo    | Sergio Pellissier   | Givova             | Banca Popolare di Verona, Midac Batteries |
| ACF Fiorentina | Mario Cognigni        | Vincenzo Montella    | Manuel Pasqual      | Joma               | Mazda                                     |
| Genoa CFC | Enrico Preziosi       | Luigi De Canio       | Marco Rossi         | Lotto              | iZiPlay                                   |
| FC Internazionale Milano | Massimo Moratti       | Andrea Stramaccionii | Javier Zanetti      | Nike               | Pirelli                                   |
| Juventus FC | Andrea Agnelli        | Antonio Conte        | Gianluigi Buffon    | Nike               | Jeep                                      |
| SS Lazio | Claudio Lotito        | Vladimir Petković    | Stefano Mauri       | Macron             | brak sponsora                             |
| AC Milan | wakant                | Massimiliano Allegri | Massimo Ambrosini   | Adidas             | Fly Emirates                              |
| SSC Napoli | Aurelio De Laurentiis | Walter Mazzarri      | Paolo Cannavaro     | Macron             | Lete, MSC Cruises                         |
| US Città di Palermo | Maurizio Zamparini    | Giuseppe Sannino     | Fabrizio Miccoli    | Puma               | Eurobet                                   |
| Parma FC | Tommaso Ghirardi      | Roberto Donadoni     | Stefano Morrone     | Erreà              | Folletto, Navigare                        |
| Delfino Pescara 1936 | Daniele Sebastiani    | Giovanni Stroppa     | Emmanuel Cascione   | Erreà              | Acqua Santa Croce                         |
| AS Roma | James Pallotta        | Zdeněk Zeman         | Francesco Totti     | Kappa              | WIND                                      |
| UC Sampdoria | Riccardo Garrone      | Ciro Ferrara         | Daniele Gastaldello | Kappa              | Gamenet                                   |
| AC Siena | Massimo Mezzaroma     | Serse Cosmi          | Simone Vergassola   | Kappa              | Banca Monte dei Paschi di Siena           |
| Torino FC | Urbano Cairo          | Giampiero Ventura    | Rolando Bianchi     | Kappa              | Aruba.it, Breccia                         |
| Udinese Calcio | Franco Soldati        | Francesco Guidolin   | Antonio Di Natale   | Legea              | Dacia                                     |
| Oznaczenia: - Jako sponsora technicznego należy rozumieć firmę, która dostarcza danemu klubowi sprzęt niezbędny do gry - Jako sponsora strategicznego należy rozumieć firmę, która reklamuje się na klatce piersiowej koszulki meczowej |                       |                      |                     |                    |                                           |

## Zmiany trenerów
| Klub          | Były trener          | Data odejścia        | Powód                       | Nowy trener          | Data zatrudnienia    |
| ------------- | -------------------- | -------------------- | --------------------------- | -------------------- | -------------------- |
| Palermo       | Bortolo Mutti        | 13 maja 2012         | Koniec kontraktu            | Giuseppe Sannino     | 6 czerwca 2012       |
| Fiorentina    | Vincenzo Guerini     | 13 maja 2012         | Koniec kontraktu            | Vincenzo Montella    | 11 czerwca 2012      |
| Roma          | Luis Enrique         | 13 maja 2012         | Obopólna zgoda              | Zdeněk Zeman         | 4 czerwca 2012       |
| Lazio         | Edoardo Reja         | 18 maja 2012         | Obopólna zgoda              | Vladimir Petković    | 2 czerwca 2012       |
| Pescara       | Zdeněk Zeman         | 4 czerwca 2012       | Podpisanie kontraktu z Roma | Giovanni Stroppa     | 8 czerwca 2012       |
| Catania       | Vincenzo Montella    | 4 czerwca 2012       | Obopólna zgoda              | Rolando Maran        | 11 czerwca 2012      |
| Siena         | Giuseppe Sannino     | 6 czerwca 2012       | Obopólna zgoda              | Serse Cosmi          | 27 czerwca 2012      |
| Sampdoria     | Giuseppe Iachini     | 2 lipca 2012         | Obopólna zgoda              | Ciro Ferrara         | 2 lipca 2012         |
| Palermo       | Giuseppe Sannino     | 16 września 2012     | Zwolnienie                  | Gian Piero Gasperini | 16 września 2012     |
| Chievo Verona | Domenico Di Carlo    | 2 października 2012  | Zwolnienie                  | Eugenio Corini       | 2 października 2012  |
| Cagliari      | Massimo Ficcadenti   | 2 października 2012  | Zwolnienie                  | Ivo Pulga            | 2 października 2012  |
| Genoa         | Luigi De Canio       | 22 października 2012 | Zwolnienie                  | Luigi Delneri        | 22 października 2012 |
| Pescara       | Giovanni Stroppa     | 18 listopada 2012    | Rezygnacja                  | Cristiano Bergodi    | 20 listopada 2012    |
| Siena         | Serse Cosmi          | 17 grudnia 2012      | Zwolnienie                  | Giuseppe Iachini     | 17 grudnia 2012      |
| Sampdoria     | Ciro Ferrara         | 17 grudnia 2012      | Zwolnienie                  | Delio Rossi          | 17 grudnia 2012      |
| Genoa         | Luigi Delneri        | 21 stycznia 2013     | Zwolnienie                  | Davide Ballardini    | 21 stycznia 2013     |
| Roma          | Zdeněk Zeman         | 2 lutego 2013        | Zwolnienie                  | Aurelio Andreazzoli  | 2 lutego 2013        |
| Palermo       | Gian Piero Gasperini | 4 lutego 2013        | Zwolnienie                  | Alberto Malesani     | 5 lutego 2013        |
| Palermo       | Alberto Malesani     | 24 lutego 2013       | Zwolnienie                  | Gian Piero Gasperini | 24 lutego 2013       |
| Pescara       | Cristiano Bergodi    | 3 marca 2013         | Zwolnienie                  | Cristian Bucchi      | 5 marca 2013         |
| Palermo       | Gian Piero Gasperini | 11 marca 2013        | Obopólna zgoda              | Giuseppe Sannino     | 12 marca 2013        |

## Tabela
| Lp. | Drużyna        | M  | Z  | R  | P  | B+ | B– | +/– | Pkt | Kwalifikacja lub spadek                      |
| --- | -------------- | -- | -- | -- | -- | -- | -- | --- | --- | -------------------------------------------- |
| 1   | Juventus (C)   | 38 | 27 | 6  | 5  | 71 | 24 | +47 | 87  | Kwalifikacja do fazy grupowej Ligi Mistrzów  |
| 2   | Napoli         | 38 | 23 | 9  | 6  | 73 | 36 | +37 | 78  | Kwalifikacja do fazy grupowej Ligi Mistrzów  |
| 3   | Milan          | 38 | 21 | 9  | 8  | 67 | 39 | +28 | 72  | Kwalifikacja do rundy play-off Ligi Mistrzów |
| 4   | Fiorentina     | 38 | 21 | 7  | 10 | 72 | 44 | +28 | 70  | Kwalifikacja do rundy play-off Ligi Europy   |
| 5   | Udinese        | 38 | 18 | 12 | 8  | 59 | 45 | +14 | 66  | Kwalifikacja do rundy III Ligi Europy        |
| 6   | Roma           | 38 | 18 | 8  | 12 | 71 | 56 | +15 | 62  |                                              |
| 7   | Lazio          | 38 | 18 | 7  | 13 | 51 | 42 | +9  | 61  | Kwalifikacja do fazy grupowej Ligi Europy    |
| 8   | Catania        | 38 | 15 | 11 | 12 | 50 | 46 | +4  | 56  |                                              |
| 9   | Inter Mediolan | 38 | 16 | 6  | 16 | 55 | 57 | −2  | 54  |                                              |
| 10  | Parma          | 38 | 13 | 10 | 15 | 45 | 46 | −1  | 49  |                                              |
| 11  | Cagliari       | 38 | 12 | 11 | 15 | 43 | 55 | −12 | 47  |                                              |
| 12  | Chievo Verona  | 38 | 12 | 9  | 17 | 37 | 52 | −15 | 45  |                                              |
| 13  | Bologna        | 38 | 11 | 11 | 16 | 46 | 52 | −6  | 44  |                                              |
| 14  | Sampdoria      | 38 | 11 | 10 | 17 | 43 | 51 | −8  | 42  |                                              |
| 15  | Atalanta       | 38 | 11 | 9  | 18 | 39 | 56 | −17 | 40  |                                              |
| 16  | Torino         | 38 | 8  | 16 | 14 | 46 | 55 | −9  | 39  |                                              |
| 17  | Genoa          | 38 | 8  | 14 | 16 | 38 | 52 | −14 | 38  |                                              |
| 18  | Palermo (R)    | 38 | 6  | 14 | 18 | 34 | 54 | −20 | 32  | Spadek do Serie B                            |
| 19  | Siena (R)      | 38 | 9  | 9  | 20 | 36 | 57 | −21 | 30  | Spadek do Serie B                            |
| 20  | Pescara (R)    | 38 | 6  | 4  | 28 | 27 | 84 | −57 | 22  | Spadek do Serie B                            |

1. ↑  Lazio zakwalifikowało się do fazy grupowej Ligi Europy jako zwycięzca Pucharu Włoch.
2. 1 2  Sampdoria i Torino zostały ukarane przed startem rozgrywek odjęciem jednego punktu ze względu na udział w skandalu dotyczącym ustawiania meczów piłki nożnej we Włoszech w sezonie 2011/2012[2][3].
3. ↑  Atalanta została ukarana odjęciem 2 punktów ze względu na udział w skandalu dotyczącym ustawiania meczów piłki nożnej we Włoszech w sezonie 2011/2012[4][5].
4. ↑  Siena została ukarana odjęciem 6 punktów ze względu na udział w skandalu dotyczącym ustawiania meczów piłki nożnej we Włoszech w sezonie 2011/2012[2].

## Wyniki
| Gospodarz \ Gość | ATA | BOL | CAG | CTN | CHV | FIO | GEN | INT | JUV | LAZ | MIL | NAP | PAL | PAR | PES | ROM | SAM | SIE | TOR | UDI |
| Atalanta         |     | 1:1 | 1:1 | 0:0 | 2:2 | 0:2 | 0:1 | 3:2 | 0:1 | 0:1 | 0:1 | 1:0 | 1:0 | 2:1 | 2:1 | 2:3 | 0:0 | 2:1 | 1:5 | 1:1 |
| Bologna          | 2:1 |     | 3:0 | 4:0 | 4:0 | 2:1 | 0:0 | 1:3 | 0:2 | 0:0 | 1:3 | 0:3 | 3:0 | 1:2 | 1:1 | 3:3 | 1:1 | 1:1 | 2:2 | 1:1 |
| Cagliari         | 1:1 | 1:0 |     | 0:0 | 0:2 | 2:1 | 2:1 | 2:0 | 1:3 | 1:0 | 1:1 | 0:1 | 1:1 | 0:1 | 1:2 | 0:3 | 3:1 | 4:2 | 4:3 | 0:1 |
| Catania          | 2:1 | 1:0 | 0:0 |     | 2:1 | 2:1 | 3:2 | 2:3 | 0:1 | 4:0 | 1:3 | 0:0 | 1:1 | 2:0 | 1:0 | 1:0 | 3:1 | 3:0 | 0:0 | 3:1 |
| Chievo Verona    | 1:0 | 2:0 | 0:0 | 0:0 |     | 1:1 | 0:1 | 0:2 | 1:2 | 1:3 | 0:1 | 2:0 | 1:1 | 1:1 | 2:0 | 1:0 | 2:1 | 0:0 | 1:1 | 2:2 |
| Fiorentina       | 4:1 | 1:0 | 4:1 | 2:0 | 2:1 |     | 3:2 | 4:1 | 0:0 | 2:0 | 2:2 | 1:1 | 1:0 | 2:0 | 0:2 | 0:1 | 2:2 | 4:1 | 4:3 | 2:1 |
| Genoa            | 1:1 | 2:0 | 2:0 | 0:2 | 2:4 | 0:1 |     | 0:0 | 1:3 | 3:2 | 0:2 | 2:4 | 1:1 | 1:1 | 4:1 | 2:4 | 1:1 | 2:2 | 1:1 | 1:0 |
| Inter Mediolan   | 3:4 | 0:1 | 2:2 | 2:0 | 3:1 | 2:1 | 1:1 |     | 1:2 | 1:3 | 1:1 | 2:1 | 1:0 | 1:0 | 2:0 | 1:3 | 3:2 | 0:2 | 2:2 | 2:5 |
| Juventus         | 3:0 | 2:1 | 1:1 | 1:0 | 2:0 | 2:0 | 1:1 | 1:3 |     | 0:0 | 1:0 | 2:0 | 1:0 | 2:0 | 2:1 | 4:1 | 1:2 | 3:0 | 3:0 | 4:0 |
| Lazio            | 2:0 | 6:0 | 2:1 | 2:1 | 0:1 | 0:2 | 0:1 | 1:0 | 0:2 |     | 3:2 | 1:1 | 3:0 | 2:1 | 2:0 | 3:2 | 2:0 | 2:1 | 1:1 | 3:0 |
| Milan            | 0:1 | 2:1 | 2:0 | 4:2 | 5:1 | 1:3 | 1:0 | 0:1 | 1:0 | 3:0 |     | 1:1 | 2:0 | 2:1 | 4:1 | 0:0 | 0:1 | 2:1 | 1:0 | 2:1 |
| Napoli           | 3:2 | 2:3 | 3:2 | 2:0 | 1:0 | 2:1 | 2:0 | 3:1 | 1:1 | 3:0 | 2:2 |     | 3:0 | 3:1 | 5:1 | 4:1 | 0:0 | 2:1 | 1:1 | 2:1 |
| Palermo          | 1:2 | 1:1 | 1:1 | 3:1 | 4:1 | 0:3 | 0:0 | 1:0 | 0:1 | 2:2 | 2:2 | 0:3 |     | 1:3 | 1:1 | 2:0 | 2:0 | 1:2 | 0:0 | 2:3 |
| Parma            | 2:0 | 0:2 | 4:1 | 1:2 | 2:0 | 1:1 | 0:0 | 1:0 | 1:1 | 0:0 | 1:1 | 1:2 | 2:1 |     | 3:0 | 3:2 | 2:1 | 0:0 | 4:1 | 0:3 |
| Pescara          | 0:0 | 2:3 | 0:2 | 2:1 | 0:2 | 1:5 | 2:0 | 0:3 | 1:6 | 0:3 | 0:4 | 0:3 | 1:0 | 2:0 |     | 0:1 | 2:3 | 2:3 | 0:2 | 0:1 |
| Roma             | 2:0 | 2:3 | 2:4 | 2:2 | 0:1 | 4:2 | 3:1 | 1:1 | 1:0 | 1:1 | 4:2 | 2:1 | 4:1 | 2:0 | 1:1 |     | 1:1 | 4:0 | 2:0 | 2:3 |
| Sampdoria        | 1:2 | 1:0 | 0:1 | 1:1 | 2:0 | 0:3 | 3:1 | 0:2 | 3:2 | 0:1 | 0:0 | 0:1 | 1:3 | 1:0 | 6:0 | 3:1 |     | 2:1 | 1:1 | 0:2 |
| Siena            | 0:2 | 1:0 | 0:0 | 1:3 | 0:1 | 0:1 | 1:0 | 3:1 | 1:2 | 3:0 | 1:2 | 0:2 | 0:0 | 0:0 | 1:0 | 1:3 | 1:0 |     | 0:0 | 2:2 |
| Torino           | 2:1 | 1:0 | 0:1 | 2:2 | 2:0 | 2:2 | 0:0 | 0:2 | 0:2 | 1:0 | 2:4 | 3:5 | 0:0 | 1:3 | 3:0 | 1:2 | 0:0 | 3:2 |     | 0:0 |
| Udinese          | 2:1 | 0:0 | 4:1 | 2:2 | 3:1 | 3:1 | 0:0 | 3:0 | 1:4 | 1:0 | 2:1 | 0:0 | 1:1 | 2:2 | 1:0 | 1:1 | 3:1 | 1:0 | 1:0 |     |

## Liderzy kolejek
|    | —— | —— | ——  | —— | —— | —— | ——       | ——       | ——       | ——       | ——       | ——       | ——       | ——       | ——       | ——       | ——       | ——       | ——       | ——       | ——       | ——       | ——       | ——       | ——       | ——       | ——       | ——       | ——       | ——       | ——       | ——       | ——       | ——       | ——       | ——       | ——       | —— |  |
|    |    |    | Juv |    |    |    | Juventus | Juventus | Juventus | Juventus | Juventus | Juventus | Juventus | Juventus | Juventus | Juventus | Juventus | Juventus | Juventus | Juventus | Juventus | Juventus | Juventus | Juventus | Juventus | Juventus | Juventus | Juventus | Juventus | Juventus | Juventus | Juventus | Juventus | Juventus | Juventus | Juventus | Juventus |    |  |
|    |    |    |     |    |    |    |          |          |          |          |          |          |          |          |          |          |          |          |          |          |          |          |          |          |          |          |          |          |          |          |          |          |          |          |          |          |          |    |  |
|    |    |    |     |    |    |    |          |          |          |          |          |          |          |          |          |          |          |          |          |          |          |          |          |          |          |          |          |          |          |          |          |          |          |          |          |          |          |    |  |
| 1ª | 2ª | 3ª | 4ª  | 5ª | 6ª | 7ª | 8ª       | 9ª       | 10ª      | 11ª      | 12ª      | 13ª      | 14ª      | 15ª      | 16ª      | 17ª      | 18ª      | 19ª      | 20ª      | 21ª      | 22ª      | 23ª      | 24ª      | 25ª      | 26ª      | 27ª      | 28ª      | 29ª      | 30ª      | 31ª      | 32ª      | 33ª      | 34ª      | 35ª      | 36ª      | 37ª      | 38ª      |    |  |

## Najlepsi strzelcy
| Bramki | Strzelcy            | Drużyna    |
| ------ | ------------------- | ---------- |
| 29 (7) | Edinson Cavani      | Napoli     |
| 23 (4) | Antonio Di Natale   | Udinese    |
| 16     | Stephan El Shaarawy | Milan      |
| 16 (2) | Pablo Osvaldo       | Roma       |
| 15     | Erik Lamela         | Roma       |
| 15     | Miroslav Klose      | Lazio      |
| 15 (3) | Giampaolo Pazzini   | Milan      |
| 15 (5) | Germán Denis        | Atalanta   |
| 13     | Gonzalo Bergessio   | Catania    |
| 13     | Alberto Gilardino   | Bologna    |
| 13 (1) | Stevan Jovetić      | Fiorentina |

## Skład mistrzów
| Zwycięzca Serie A 2012/13 |
| ------------------------- |
| Juventus 29 Tytuł         |

| formacja | Piłkarz (liczba meczów)   |
| --- | ------------------------- |
| Buffon Barzagli Bonucci Chiellini Lichtsteiner Vidal Pirlo Pogba Asamoah Vučinić Marchisio (Giovinco) | Gianluigi Buffon (32)     |
| Buffon Barzagli Bonucci Chiellini Lichtsteiner Vidal Pirlo Pogba Asamoah Vučinić Marchisio (Giovinco) | Andrea Barzagli (34)      |
| Buffon Barzagli Bonucci Chiellini Lichtsteiner Vidal Pirlo Pogba Asamoah Vučinić Marchisio (Giovinco) | Leonardo Bonucci (33)     |
| Buffon Barzagli Bonucci Chiellini Lichtsteiner Vidal Pirlo Pogba Asamoah Vučinić Marchisio (Giovinco) | Giorgio Chiellini (24)    |
| Buffon Barzagli Bonucci Chiellini Lichtsteiner Vidal Pirlo Pogba Asamoah Vučinić Marchisio (Giovinco) | Stephan Lichtsteiner (28) |
| Buffon Barzagli Bonucci Chiellini Lichtsteiner Vidal Pirlo Pogba Asamoah Vučinić Marchisio (Giovinco) | Arturo Vidal (31)         |
| Buffon Barzagli Bonucci Chiellini Lichtsteiner Vidal Pirlo Pogba Asamoah Vučinić Marchisio (Giovinco) | Andrea Pirlo (32)         |
| Buffon Barzagli Bonucci Chiellini Lichtsteiner Vidal Pirlo Pogba Asamoah Vučinić Marchisio (Giovinco) | Paul Pogba (27)           |
| Buffon Barzagli Bonucci Chiellini Lichtsteiner Vidal Pirlo Pogba Asamoah Vučinić Marchisio (Giovinco) | Kwadwo Asamoah (27)       |
| Buffon Barzagli Bonucci Chiellini Lichtsteiner Vidal Pirlo Pogba Asamoah Vučinić Marchisio (Giovinco) | Claudio Marchisio (29)    |
| Buffon Barzagli Bonucci Chiellini Lichtsteiner Vidal Pirlo Pogba Asamoah Vučinić Marchisio (Giovinco) | Mirko Vučinić (31)        |
| Buffon Barzagli Bonucci Chiellini Lichtsteiner Vidal Pirlo Pogba Asamoah Vučinić Marchisio (Giovinco) | Trener: Antonio Conte     |
| Pozostałe piłkarze: Sebastian Giovinco (31), Fabio Quagliarella (27), Alessandro Matri (22), Simone Padoin (20), Martín Cáceres (18), Emanuele Giaccherini (17), Paolo De Ceglie (14), Federico Peluso (12), Mauricio Isla (11), Luca Marrone (10), Nicklas Bendtner (9), Marco Storari (6), Nicolas Anelka (2), Stefano Beltrame (1), Lúcio (1), Simone Pepe (1), Rubinho (1). |                           |